# My Hero Academia
My Hero Academia (Japansk 僕のヒーローアカデミア, Boku no Hīrō Akademia) er en Mangaserie af Kōhei Horikoshi. Den er blevet udgivet i Japan siden 2014 og har modtaget adskillige spin-off-mangaer, film og en animeserie. Værket er af genrerne shounen, drama og action.

## Handling

### Kontekst
My Hero Academia foregår i Japan i en parallel virkelighed til vores egen, hvor 80% af den menneskelige befolkning har udviklet supkræfter kaldet "Træk" (個性 Kosei, oversat: "Individualitet"), som opstår i børn senest i en alder af fire. Der er utalige former for Træk, og det er ganske usandsynligt at finde to mennesker, som har præcis samme kræfter, uden at være tæt beslægtet. Blandt de idivider, som bærer et Træk, er der nogen af dem, som bliver kaldt Helte, og som hjælper myndighederne med at redningsoperationer og at fange forbrydere, som misbruger deres kræfter, også kendt som Skurke.

### Historie
Serien følger den Trækløse teenager Izuku Midoriya, som hele sit liv har ønsket at følger I Almight, verdens Helt nummer ets fodspor og blive en helt, som kan redde alle med et smil. En dag møder Izuku sit idol, og spørger om det er muligt for ham at blive en helt. Han får at vide, at uden et Træk, kan det ikke lade sig gøre, men da Izuku senere uden tøven kaster sig ind i en situation, for at redde sin barndomsven fra en undsluppen Skurk, må Almight sande, at selvom Izuku intet Træk har, er han gjort af det rette stof. Almight, hvis heltedage er på lånt tid grundet en gammel skade, giver sit eget Træk videre til den unge Izuku, som han håber en dag vil kunne følge i hans fodspor. Den næste periode hjælper Almight Izuku med at træne, så han kan beherske sit nyerhvervede Træk, for dernæst at søge ind på U.A., den førende skole inden for heltefaget, så Izuku en dag kan blive en rigtig Helt.